# 1685
Évszázadok: 16. század – 17. század – 18. század
Évtizedek: 1630-as évek – 1640-es évek – 1650-es évek – 1660-as évek – 1670-es évek – 1680-as évek – 1690-es évek – 1700-as évek – 1710-es évek – 1720-as évek – 1730-as évek
Évek: 1680 – 1681 – 1682 – 1683 –  1684 – 1685 – 1686 – 1687 – 1688 – 1689 – 1690

## Események

### Határozott dátumú események
- nfebruár 6. – Angliában trónra lép II. Jakab.[1]
- július 22. – A Szent Liga szövetsége – 130 évi török megszállás után – visszafoglalja a Dráva-Száva közi Verőce várát.[2]
- augusztus 15–16. – A táti csata, melyben a Lotharingiai Károly herceg vezette keresztény főerők szétverik a Melek Ibrahim pasa szerdár parancsnoksága alatt álló török sereget. (A 200 fogoly mellett, 2000 lovas és legalább 4-5000 janicsár maradt a csatatéren, miközben a keresztények vesztesége alig 100 fő volt.)[3]
- augusztus 19. – A Szent Liga csapatai visszafoglalják Érsekújvárat.[2]
- szeptember 11. – A szövetségesek bevonulnak Eperjesre.[2]
- szeptember 29. – Tokaj elfoglalása.[2]
- október 15. – Váradon – Kara Ibrahim nagyvezír utasítására – Ahmed váradi pasa elfogatja a hozzá hivatott Thököly Imre felső-magyarországi fejedelmet.[2]
- október 18. – XIV. Lajos francia király kiadja a fontainebleau-i ediktumot.[4]
- október 25. – A császáriak bevonulnak Kassára.[2]
- október 31. – A császári had elfoglalja Sárospatakot.[2]

### Határozatlan dátumú események
- október eleje – Egymás után adják fel a kurucok felső-tisza-vidéki váraikat a császári csapatoknak.[2]

## Születések
- február 23. – Georg Friedrich Händel német származású angol zeneszerző († 1759)
- március 12. – George Berkeley, brit empirista filozófus, teológus és püspök († 1753)
- március 21. – Johann Sebastian Bach, német zeneszerző († 1750)
- augusztus 15. – Jacob Theodor Klein, porosz jogász, történész, botanikus, matematikus és diplomata († 1759)
- augusztus 18. – Brook Taylor angol matematikus († 1731)
- október 1. – III. Károly magyar király, VI. Károly néven német-római császár († 1740)
- október 26. – Domenico Scarlatti olasz, barokk zeneszerző, Alessandro Scarlatti, a híres nápolyi operaszerző fia († 1757)
- december 8. – Johann Maria Farina, a kölnivíz feltalálója († 1766)

## Halálozások
- január 14. – Szelepcsényi György prímás, esztergomi érsek (* 1595)
- december 12. – John Pell angol matematikus, a számelméletben a Pell-egyenlet névadója (* 1611)